# Barrages des éliminatoires de la Coupe du monde de football 2018, zone Europe
Cette page donne les résultats des matchs de barrage de la zone Europe des éliminatoires de la Coupe du monde de football 2018.
Les huit meilleurs deuxièmes des neuf groupes du phases de groupes s'affrontent en quatre matchs aller-retour le 9 novembre 2017 et le 14 novembre 2017. Les quatre vainqueurs de ces doubles confrontations sont qualifiés pour la Coupe du monde 2018 en Russie en plus des neuf équipes qualifiées après la phase de groupe.

## Qualification
Se sont qualifiés pour cette phase des matches de barrage les huit meilleurs deuxièmes des groupes de la phase de groupe. Afin de les déterminer, il est établi le classement ci-dessous en ne prenant en compte que les résultats des deuxièmes de groupe.

Malgré la présence pour la première fois de six équipes nationales par groupe de qualification, l'UEFA a décidé de ne prendre en compte que les rencontres contre les 1er, 3e, 4e et 5e du groupe.
| Rang | Équipe                   | Pts | J | G | N | P | Bp | Bc | Diff |
| ---- | ------------------------ | --- | - | - | - | - | -- | -- | ---- |
| 1    | Suisse (B)               | 21  | 8 | 7 | 0 | 1 | 18 | 6  | +12  |
| 2    | Italie (G)               | 17  | 8 | 5 | 2 | 1 | 12 | 8  | +4   |
| 3    | Danemark (E)             | 14  | 8 | 4 | 2 | 2 | 13 | 6  | +7   |
| 4    | Croatie (I)              | 14  | 8 | 4 | 2 | 2 | 8  | 4  | +4   |
| 5    | Suède (A)                | 13  | 8 | 4 | 1 | 3 | 18 | 9  | +9   |
| 6    | Irlande du Nord (C)      | 13  | 8 | 4 | 1 | 3 | 10 | 6  | +4   |
| 7    | Grèce (H)                | 13  | 8 | 3 | 4 | 1 | 9  | 5  | +4   |
| 8    | République d'Irlande (D) | 13  | 8 | 3 | 4 | 1 | 8  | 6  | +2   |
| 9    | Slovaquie (F)            | 12  | 8 | 4 | 0 | 4 | 11 | 6  | +5   |

La Slovaquie est éliminée à ce stade de la compétition en étant moins bon deuxième.

## Tirage au sort
La répartition dans les chapeaux avant tirage est établie en fonction du classement mondial de la FIFA.
| Têtes de série | Têtes de série | Chapeau 2            | Chapeau 2 |
| -------------- | -------------- | -------------------- | --------- |
| Suisse         | 11             | Irlande du Nord      | 23        |
| Italie         | 15             | Suède                | 25        |
| Croatie        | 18             | République d'Irlande | 26        |
| Danemark       | 19             | Grèce                | 47        |

Les affrontements ont été désignés par tirage au sort qui a eu lieu le 17 octobre 2017 à Zurich.

## Barrages

### Irlande du Nord - Suisse
| Équipe 1        | Résultat | Équipe 2 | Aller | Retour |
| --------------- | -------- | -------- | ----- | ------ |
| Irlande du Nord | 0 - 1    | Suisse   | 0 - 1 | 0 - 0  |

| 9 novembre 2017 | Irlande du Nord | 0 - 1 | Suisse               | Windsor Park, Belfast                           |                                                 |
| 20h45 UTC+1     |                 |       | 58e (pen.) Rodríguez | Spectateurs : 18 269 Arbitrage : Ovidiu Hațegan | Spectateurs : 18 269 Arbitrage : Ovidiu Hațegan |
| 20h45 UTC+1     | Rapport         |       |                      | Spectateurs : 18 269 Arbitrage : Ovidiu Hațegan | Spectateurs : 18 269 Arbitrage : Ovidiu Hațegan |

| 12 novembre 2017 | Suisse  | 0 - 0 | Irlande du Nord | Parc Saint-Jacques, Bâle                     |                                              |
| 18h00 UTC+1      |         |       |                 | Spectateurs : 36 000 Arbitrage : Felix Brych | Spectateurs : 36 000 Arbitrage : Felix Brych |
| 18h00 UTC+1      | Rapport |       |                 | Spectateurs : 36 000 Arbitrage : Felix Brych | Spectateurs : 36 000 Arbitrage : Felix Brych |

### Croatie - Grèce
| Équipe 1 | Résultat | Équipe 2 | Aller | Retour |
| -------- | -------- | -------- | ----- | ------ |
| Croatie  | 4 - 1    | Grèce    | 4 - 1 | 0 - 0  |

| 9 novembre 2017 | Croatie                                                      | 4 - 1   | Grèce        | Stade Maksimir, Zagreb                           |                                                  |
| 20h45 UTC+1     | Modrić 13e (pen.) · Kalinić 19e · Perišić 33e · Kramarić 49e | (3 - 1) | 30e Sokrátis | Spectateurs : 30 013 Arbitrage : Gianluca Rocchi | Spectateurs : 30 013 Arbitrage : Gianluca Rocchi |
| 20h45 UTC+1     | Rapport                                                      |         |              | Spectateurs : 30 013 Arbitrage : Gianluca Rocchi | Spectateurs : 30 013 Arbitrage : Gianluca Rocchi |

| 12 novembre 2017 | Grèce   | 0 - 0 | Croatie | Stade Karaïskaki, Le Pirée                     |                                                |
| 20h45 UTC+1      |         |       |         | Spectateurs : 18 667 Arbitrage : Björn Kuipers | Spectateurs : 18 667 Arbitrage : Björn Kuipers |
| 20h45 UTC+1      | Rapport |       |         | Spectateurs : 18 667 Arbitrage : Björn Kuipers | Spectateurs : 18 667 Arbitrage : Björn Kuipers |

### Danemark - Irlande
| Équipe 1 | Résultat | Équipe 2             | Aller | Retour |
| -------- | -------- | -------------------- | ----- | ------ |
| Danemark | 5 - 1    | République d'Irlande | 0 - 0 | 5 - 1  |

| 11 novembre 2017 | Danemark | 0 - 0 | République d'Irlande | Telia Parken, Copenhague                       |                                                |
| 20h45 UTC+1      |          |       |                      | Spectateurs : 36 189 Arbitrage : Milorad Mažić | Spectateurs : 36 189 Arbitrage : Milorad Mažić |
| 20h45 UTC+1      | Rapport  |       |                      | Spectateurs : 36 189 Arbitrage : Milorad Mažić | Spectateurs : 36 189 Arbitrage : Milorad Mažić |

| 14 novembre 2017 | République d'Irlande | 1 - 5   | Danemark                                                    | Aviva Stadium, Dublin        |                              |
| 19h45 UTC+0      | Duffy 6e             | (1 - 2) | 29e Christensen · 32e 63e 74e Eriksen · 90e (pen.) Bendtner | Arbitrage : Szymon Marciniak | Arbitrage : Szymon Marciniak |
| 19h45 UTC+0      | Rapport              |         |                                                             | Arbitrage : Szymon Marciniak | Arbitrage : Szymon Marciniak |

### Suède - Italie
| Équipe 1 | Résultat | Équipe 2 | Aller | Retour |
| -------- | -------- | -------- | ----- | ------ |
| Suède    | 1 - 0    | Italie   | 1 - 0 | 0 - 0  |

| 10 novembre 2017 | Suède         | 1 - 0   | Italie | Friends Arena, Solna                          |                                               |
| 20h45 UTC+1      | Johansson 61e | (0 - 0) |        | Spectateurs : 49 193 Arbitrage : Cüneyt Çakır | Spectateurs : 49 193 Arbitrage : Cüneyt Çakır |
| 20h45 UTC+1      | Rapport       |         |        | Spectateurs : 49 193 Arbitrage : Cüneyt Çakır | Spectateurs : 49 193 Arbitrage : Cüneyt Çakır |

| 13 novembre 2017 | Italie  | 0 - 0 | Suède | Stade San Siro, Milan                                |                                                      |
| 20h45 UTC+1      |         |       |       | Spectateurs : 72 696 Arbitrage : Antonio Mateu Lahoz | Spectateurs : 72 696 Arbitrage : Antonio Mateu Lahoz |
| 20h45 UTC+1      | Rapport |       |       | Spectateurs : 72 696 Arbitrage : Antonio Mateu Lahoz | Spectateurs : 72 696 Arbitrage : Antonio Mateu Lahoz |

Le résultat de la confrontation entre l'Italie et la Suède constitue la surprise de ces barrages. En effet, les Italiens échouent à se qualifier sur le terrain pour la phase finale pour la première fois depuis les éliminatoires de 1958 où ils avaient été écartés du mondial par l'Irlande du Nord. Ils sont défaits 1-0 à l'extérieur malgré une domination dans la possession du ballon, et dominent stérilement le match retour à domicile (75 % de possession), incapables de marquer le moindre but. Quant à la Suède, elle revient en Coupe du Monde après avoir manqué les deux précédentes éditions, et réussira en 2018 à atteindre les quarts de finale pour la première fois depuis 1994.